# Troppo belle per vivere
Troppo belle per vivere (Looker) è un film del 1981 diretto da Michael Crichton.
È un film drammatico statunitense a sfondo fantascientifico e thriller con James Coburn, Albert Finney, Susan Dey, Leigh Taylor-Young e Dorian Harewood. Il film presenta una sottile satira nei confronti dello standard di bellezza femminile imposto dai media, in particolar modo dalla televisione.

## Trama
Il dottor Larry Roberts è uno dei migliori chirurghi estetici degli Stati Uniti. Alcune modelle da lui operate vengono trovate morte in modo misterioso: sembra che si siano suicidate, senza un apparente motivo. La polizia non credendo all'ipotesi del suicidio, sospetta del medico che le ha operate, ovvero il dott. Roberts, che, per discolparsi, avvia un'indagine personale che lo porterà a scoprire un progetto atto alla manipolazione mentale delle persone attraverso la televisione.

## Produzione
Il film, diretto e sceneggiato di Michael Crichton, fu prodotto da Howard Jeffrey per la Warner Bros. Pictures tramite la Ladd Company nell'ottobre del 1980.

## Promozione
La tagline è: "If Looks Could Kill...".

## Distribuzione
Il film fu distribuito con il titolo Looker negli Stati Uniti dal 30 ottobre 1981 al cinema dalla Warner Bros. Pictures e per l'home video dalla Warner Home Video.
Altre distribuzioni:
- in Germania Ovest il 29 gennaio 1982 (Kein Mord von der Stange)
- in Portogallo il 10 marzo 1982 (As Belas São Assassinadas)
- in Finlandia il 19 marzo 1982 (Looker-murhat)
- in Messico il 19 maggio 1983 (Las víctimas)
- in Ungheria il 16 febbraio 1984 (Szupermodell)
- in Francia il 6 giugno 1984
- in Belgio l'8 agosto 1985
- in Norvegia (Dødelig skjønnhet)
- in Canada (L'ordinateur meurtrier)
- in Francia (Looker)
- in Italia (Troppo belle per vivere)

## Accoglienza

### Critica
Secondo il Morandini il film è "una mystery story a tecnologia sofisticata". Il film, anche se non riuscitissimo, risulterebbe comunque "ingegnoso e intrigante".